# 頭前溪橋 (台1線)
位於台1線縱貫公路的頭前溪橋，為聯絡台灣新竹市東區與新竹縣竹北市之間，跨越頭前溪的一座公路橋樑。

## 沿革

### 日治時期
日本治臺初期，為了軍事需求，著手興建台北至楓港的軍用道路，定名「縱貫道」（臺1線前身）。但在行經頭前溪並無橋樑，因此臺灣總督府交通局道路港灣課於1926年5月規劃興建頭前溪橋，由臺南市住吉組承包工程，計畫以4個年度完成。本橋於1929年竣工，初期橋長572.7公尺、橋面路幅只有5.5公尺。

### 民國時期

#### 拓寬
- 1962年10月21日起，動工拓寬為9公尺，施工期間車輛改行駛溪底便道[4][5]，1963年2月25日完工通車[6]。
- 1979年5月，台灣省公路局於緊鄰原橋上游側一旁新建第二代橋，合計將橋面拓寬至24公尺[7][8]，完工後原日本時代舊橋為南下車道（往新竹）、新拓寬的橋面為北上車道（往竹北）。

#### 斷橋
- 1981年6月21日下午1時50分，受裘恩颱風挾帶洪水影響，南下車道（原日本時代舊橋）第9號至第11號橋墩之間的橋面斷裂塌陷，至少造成2人死亡[7][8]。
- 1994年8月8日下午5時40分許，受道格颱風挾帶洪水影響，南下車道（原日本時代舊橋）第12號橋墩下陷，外側車道暫時封閉[9]。不巧兩週後又遭逢弗雷特颱風挾帶豪雨沖刷，下陷的第12號橋墩無法支撐，終於在同月21日傍晚倒塌，南下車道橋面斷裂滑落溪中，南北交通改以北上車道橋面雙向行車[10]。
- 1996年7月31日，受賀伯颱風帶來豪雨河水暴漲影響，南下車道（原日本時代舊橋）第16號至第18號橋墩傾斜，外側1車道暫時封閉，南北交通以北上車道橋面雙向行車[11]。

#### 重建
為使台1線頭前溪橋交通順暢，台灣省公路局決定重建頭前溪橋，由中華顧問工程司設計、東西向快速道路北區工程處負責業務，將橋面由既有24公尺拓寬至40公尺餘。施工方法是先在既有舊橋兩側興建邊橋（較原有舊橋抬高2.5至3公尺），邊橋完工先行通車後，再拆除中間的舊橋，重建新主橋，待主橋完工後，原有邊橋即轉為慢車道使用。
新頭前溪橋1999年1月29日上午舉行動土典禮，全長671公尺、寬43.8公尺，橋梁南端並配合規劃興建連絡「東西向快速公路－南寮竹東線」（台68線）的匝道。

## 鄰近設施
- 新竹寵物公園
- 頭前溪河濱公園
- 頭前溪橋（台鐵）

## 引用資料
1. 1 2  《中國時報》. . 1998年8月29日: 18版.
2. ↑  〈竹郡諸架橋 續續興工〉，《臺灣日日新報》第9358號，1926年5月24日，漢文夕刊4版。
3. ↑  臺灣省文獻委員會：《重修臺灣省通志》卷四經濟志交通篇（第一冊），南投縣，1993年1月15日，頁53。
4. ↑  〈加寬頭前溪橋 公路車將繞道〉，《徵信新聞報》，1962年10月20日，第2版。
5. ↑  〈公路頭前溪橋 明興工拓寬 車輛須繞道〉，《聯合報》，1962年10月20日，第2版。
6. ↑  〈加寬頭前溪橋 定廿五日通車〉，《徵信新聞報》，1963年2月19日，第2版。
7. 1 2  《中國時報》. . 1981年6月22日: 4版.
8. 1 2  《聯合報》. . 1981年6月25日: 3版.
9. ↑  〈頭前溪橋墩 巨響中下陷〉，《中國時報》，1994年8月9日，第13版。
10. ↑  〈頭前溪橋原塌陷部分擴大〉，《中國時報》，1994年8月22日，第3版。
11. ↑  〈頭前溪橋歪了 三橋墩嚴重受損 南下車道傾斜〉，《中國時報》，1996年8月2日，第16版。
12. ↑  〈改建頭前溪橋 發包在望〉，《中國時報》，1998年6月5日，第17版。
13. ↑  〈台一線頭前溪橋 拓寬為六線〉，《中國時報》，1999年1月30日，第18版。